# Dodicesima spedizione antartica sovietica
La dodicesima spedizione antartica sovietica si svolse dal 1966 al 1968. Era comandata da  Pavel Senko e Vladislav Gerbovich e aveva come base la stazione Mirnyj.  

## Attività di ricerca
Durante questa spedizione, i sovietici impiegarono un nuovo metodo per misurare lo spessore della calotta di ghiaccio dell'Antartide utilizzando il radar. Gli studi di glaciologia si concentrarono sull'area attorno alla base Mirnyj e alla misura dello spessore del ghiaccio nei ghiacciai.
Le indagini scoprirono che la parte centrale della calotta polare nell'Antartide Orientale rappresenta idealmente la più estesa e più elevata pianura del mondo. I geologi sovietici condussero rilevazioni anche nella Terra della Regina Maud e nella Terra di Enderby, dove scoprirono depositi di carbone e di minerali ferrosi.